# Burglemnitz
Burglemnitz ist ein kleines, 39 Häuser zählendes, Angerdorf am östlichen Rand des Thüringer Waldes.
Das Dorf hat 99 Einwohner (Stand Juni 2023) und ist ein Ortsteil der Gemeinde Remptendorf im Saale-Orla-Kreis.

## Geografie
Das Dorf schmiegt sich an die Südflanke eines 580 Meter hohen Berges, genannt Galgenhügel. Der Ort liegt nur wenig abseits der Bundesstraße 90, ist aber durch seine Lage und Form im Straßennetz nicht für den Durchgangsverkehr nutzbar. Die Gemarkung Burglemnitz ist mit einer Fläche von 290 ha ausgewiesen.
Mit der Linie 630 der KomBus hat Burglemnitz Anschluss an den Kernort Remptendorf sowie an die Stadt Bad Lobenstein.

## Geschichte
Der Ort wurde im Jahr 1413 erstmals schriftlich erwähnt, die erste urkundliche Erwähnung stammt aus dem Jahr 1417. Damals war der Name des Ortes noch Lemnitz. Um etwa 1582 änderte sich der Name zu Burgk Lemnitz. In der Mitte des Ortes befand sich ein Rittergut, welches erstmals um 1450 genannt wurde. Heute befindet sich im Ortskern die Kirche mit einer umlaufenden Friedhofsmauer, welche unter Denkmalschutz steht. Der Ort lag bis 1918 im Leutenberger Gebiet der Oberherrschaft des Fürstentums Schwarzburg-Rudolstadt.
Von 1952 bis 1994 gehörte Burglemnitz zum Kreis Lobenstein (bis 1990 im Bezirk Gera). Ab 1993 war es Mitglied in der Verwaltungsgemeinschaft Saale-Sormitz-Höhen bis zur Eingemeindung durch die Gemeindegebietsreform in Thüringen vom 1. Juli 1999. Seither ist es ein Ortsteil der Gemeinde Remptendorf.

### Einwohnerentwicklung
Entwicklung der Einwohnerzahl (Stand: jeweils 31. Dezember):
| - 1994: 112 - 1995: 119 - 1996: 121 | - 1997: 116 - 1998: 113 |

Datenquelle: Thüringer Landesamt für Statistik

## Wappen
Das ehemalige Gemeindewappen zeigt in der Mitte 4 goldene Ähren, schräg nach links liegend, darauf steht ein dunkelgrüner Nadelbaum. Eine stahlblaue Sichel befindet sich senkrecht auf dem Baum und den Ähren. Das Wappen hat einen hellgrauen Untergrund.

## Wirtschaft
Im Ort sind zwei Handwerksbetriebe ansässig. Für Urlauber stehen Ferienwohnungen und eine Gaststube zur Verfügung. Der Feuerwehrverein der Freiwilligen Feuerwehr Burglemnitz organisiert viele lokale Veranstaltungen.

## Besonderheiten
In Burglemnitz findet sich eine bedeutende Zucht der Thüringer Waldziege, welche als vom Aussterben bedrohte Haustierrasse gilt.